# Epidesma alboreducta
Epidesma alboreducta là một loài bướm đêm thuộc phân họ Arctiinae, họ Erebidae.